# Municipio de Freeport (Illinois)
El municipio de Freeport (en inglés, Freeport Township) es un municipio del condado de Stephenson, Illinois, Estados Unidos. Tiene una población estimada, a mediados de 2023, de 23 136 habitantes.
Funciona en un régimen especial llamado coterminous municipality, que implica que su territorio es compartido íntegramente con la ciudad de Freeport, aunque las autoridades de ambas entidades tienen atribuciones diferentes (mucho más limitadas en el caso del township).

## Geografía
Está ubicado en las coordenadas 42°17′20″N 89°38′03″O / 42.28889, -89.63417 (42.289011, -89.634265). Según la Oficina del Censo, tiene una superficie total de 30.76 km², de los cuales 30.74 km² corresponden a tierra firme y 0.02 km² están cubiertos de agua.

## Demografía
Según el censo de 2020, en ese momento había 23 973 personas residiendo en la zona. La densidad de población era de 780 hab./km². El 68.91% de los habitantes eran blancos, el 17.95% eran afroamericanos, el 0.36% eran amerindios, el 1.03% eran asiáticos, el 0.04% eran isleños del Pacífico, el 2.91% eran de otras razas y el 8.81% eran de una mezcla de razas. Del total de la población, el 7.06% eran hispanos o latinos de cualquier raza.